# Libanon na letních olympijských hrách
Libanon na letních olympijských hrách startuje od roku 1948. Toto je přehled účastí, medailového zisku a vlajkonošů na dané sportovní události.

## Účast na Letních olympijských hrách
| Dějiště LOH            | LOH      | Vlajkonoš              | Zlatá medaile | Stříbrná medaile | Bronzová medaile | Celkem |
| ---------------------- | -------- | ---------------------- | ------------- | ---------------- | ---------------- | ------ |
| 1948 Londýn            | LOH 1948 | nebyl                  |               |                  |                  | 0      |
| 1952 Helsinky          | LOH 1952 | nebyl                  |               | 1                | 1                | 2      |
| 1956 Melbourne         | 1956     |                        |               |                  |                  | Ne     |
| 1960 Řím               | LOH 1960 | nebyl                  |               |                  |                  | 0      |
| 1964 Tokio             | LOH 1964 | nebyl                  |               |                  |                  | 0      |
| 1968 Ciudad de México  | LOH 1968 | nebyl                  |               |                  |                  | 0      |
| 1972 Mnichov           | LOH 1972 | nebyl                  |               | 1                |                  | 1      |
| 1976 Montréal          | LOH 1976 | nebyl                  |               |                  |                  | 0      |
| 1980 Moskva            | LOH 1980 | nebyl                  |               |                  | 1                | 1      |
| 1984 Los Angeles       | LOH 1984 | Toni Khouri            |               |                  |                  | 0      |
| 1988 Soul              | LOH 1988 | nebyl                  |               |                  |                  | 0      |
| 1992 Barcelona         | LOH 1992 | nebyl                  |               |                  |                  | 0      |
| 1996 Atlanta           | LOH 1996 | Mohamed Al-Aywan       |               |                  |                  | 0      |
| 2000 Sydney            | LOH 2000 | Jean-Claude Rabbath    |               |                  |                  | 0      |
| 2004 Athény            | LOH 2004 | Jean-Claude Rabbath    |               |                  |                  | 0      |
| 2008 Peking            | LOH 2008 | Ziad Richa             |               |                  |                  | 0      |
| 2012 Londýn            | LOH 2012 | Andrea Paoli           |               |                  |                  | 0      |
| 2016 Rio de Janeiro    | LOH 2016 | Nacif Elias            |               |                  |                  | 0      |
| 2020 Tokio             | LOH 2020 | Ray Bassil Nacif Elias |               |                  |                  | 0      |
| 2024 Paříž             | LOH 2024 |                        |               |                  |                  | x      |
| Celkem                 | 18       |                        | 0             | 2                | 2                | 4      |
| Zdroj na Olympedia.org |          |                        |               |                  |                  |        |